# Iraq el-Amir

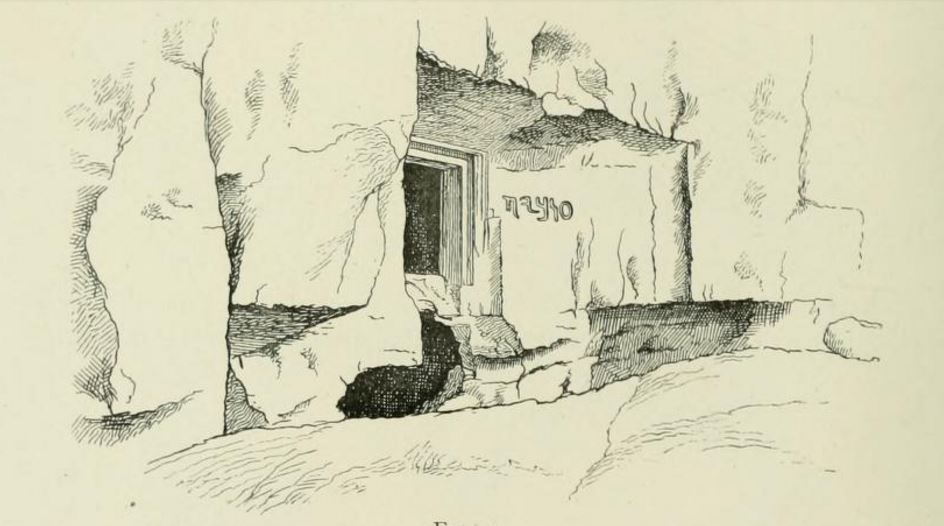
Zeichnung der Höhle Nr. 13 (Claude Conder).

Iraq el-Amir, arabisch عراق الأمير, DMG ʿIrāq al-Amīr ‚Fürstenhöhlen‘, ist ein archäologischer Fundplatz in Jordanien. Es handelt sich um Höhlen, die in antiker Zeit als Zufluchtsorte ausgebaut worden sind. Die Höhlen befinden sich im Wadi es-Sir südlich der Straße. Sie werden heute als Ziegenställe genutzt.

## Beschreibung
Zwei Reihen von Höhlen wurden in der steilen Felswand von Menschenhand ausgebaut. Die Höhlen der oberen Reihe sind miteinander verbunden, so dass hier eine etwa 300 m lange Galerie entstanden ist. 
In der unteren Reihe fällt eine Höhle besonders auf, weil sie mit einem profilierten Türrahmen ausgestattet wurde. Rechts vom Eingang wurde der aramäische Schriftzug טוביה Tobia eingeritzt. Die verwendete Schrift lässt sich in die Perserzeit (5. bis 4. Jahrhundert v. Chr.) datieren. Die gleiche Beschriftung findet sich an der links angrenzenden Höhle.

## Die Tobiaden
Möglicherweise gibt es eine Beziehung zwischen diesem Zufluchtsort und mehreren Personen namens Tobia, die in literarischen Quellen erwähnt werden und in dieser Region ansässig waren:
- Tobia, politischer Gegenspieler Nehemias (mehrfach genannt im Buch Nehemia, Kapitel 2 und 3). Er war zur Zeit des Großkönigs Artaxerxes I. ein hoher persischer Beamter.
- Tobia, im Zenon-Archiv genannt als Besitzer eines großen Landguts und Wildgeheges.
- Tobia, laut Josephus Bruder des Steuereintreibers Hyrkan, der unter Ptolemaios IV. (221 bis 204 v. Chr.) einen Palast namens Tyros (wahrscheinlich identisch mit Qasr el-Abd) bauen ließ.